# Maschalocorymbus villosus
Maschalocorymbus villosus là một loài thực vật có hoa trong họ Thiến thảo. Loài này được (Jack ex Wall.) Bremek. mô tả khoa học đầu tiên năm 1940.